# Burgundy
 Denne artikel omhandler en markedsplads inden for aktier. Opslagsordet har også en anden betydning, se Burgundy (farve).
Burgundy er en markedsplads inden for aktiehandel som lanceredes 12. juni 2009. Den skal virke som en konkurrent til NASDAQ OMX. Målet ved lanceringen var, at Burgundy ved udgangen af 2010 skulle have opnået en markedsandel på 25% af den nordiske aktiehandel. I september måned 2011 udgjorde andelen dog alene ca. 3% af OMX's volumen
Burgundy ejes i lige andel af følgende 14 nordiske banker og børsmæglerselskaber:
- Avanza
- Carnegie Investment Bank
- Evli Bank
- Svenska Handelsbanken
- Kaupthing Sverige
- Neonet
- Nordnet
- SEB
- Swedbank
- Öhman
- Danske Bank
- DnB NOR
- Nordea
- HQ Bank

I 2012 blev Burgundy købt af Oslo Børs VPS. Opkøbet blev set som en del af Oslo Børs' strategi om at styrke sin tilstedeværelse i Norden og tilbyde flere handelsfaciliteter for nordiske aktier. I 2015 besluttede Oslo Børs dog at lukke Burgundy-platformen. Beslutningen blev truffet, fordi Burgundy ikke havde formået at opnå den markedsandel og konkurrencekraft, der oprindeligt var håbet. Det blev vurderet, at det ville være mere omkostningseffektivt at fokusere på Oslo Børs' egne markeder fremfor at opretholde en separat platform som Burgundy.

## Eksterne links
- Burgundy.se